# Stadtgespräch (Roman)
Stadtgespräch ist ein Roman von Siegfried Lenz. Er erschien 1963 als Vorabdruck in der Welt und anschließend als Buch im Verlag Hoffmann und Campe, die Taschenbuchausgabe folgte 1965 bei dtv.

## Handlung
Schauplatz der Handlung ist eine fiktive Kleinstadt an einem Fjord, die von einer fremden Macht besetzt ist. Auch wenn die Namen der Länder nicht genannt werden, ist als historischer Kontext die deutsche Besatzung Norwegens im Zweiten Weltkrieg zu erkennen. Eine aus jungen Männern bestehende Widerstandsgruppe, die sich in den Bergen nahe der Stadt versteckt, verübt ein Attentat auf einen deutschen General, der auf dem Weg zum Stadtkommandanten ist. Sein Auto wird beschossen, er überlebt jedoch, schießt zurück und verletzt dabei Daniel, den Anführer der Widerstandskämpfer. Daraufhin nehmen die Besatzungstruppen 44 Männer aus der Stadt fest und fordern, dass Daniel sich ihnen stellt und den Widerstand aufgibt. Andernfalls würden die Geiseln exekutiert. Es handelt sich bei ihnen hauptsächlich um ältere Männer, die Honoratioren der Stadt, teils um Väter der Widerstandskämpfer.
Daniel wird in einem geheimen Lager gepflegt. Er will sich stellen, aber seine Mitkämpfer hindern ihn daran, weil sie glauben, dass seine Gefangennahme den Zusammenbruch des Widerstands in der Stadt zur Folge hätte. Christoph, ein Mitkämpfer Daniels, wird als Verräter enttarnt und soll, in einer Art Selbstmordkommando, ein Attentat auf den Kommandanten ausführen, was jedoch misslingt. Auch ein gemeinsamer Bittgang der Stadtbevölkerung zur Kommandantur bleibt erfolglos. Daraufhin überfallen die Widerstandskämpfer einen Wachposten der Besatzer und nehmen selbst Geiseln. Doch der Kommandant bleibt bei seiner Forderung und setzt eine Frist für Daniels Auslieferung. Dieser wird nun von seiner ehemaligen Freundin Petra, der einzigen Frau in der Widerstandsgruppe, in einem alten Schulgebäude versteckt. Als das Ultimatum abläuft, werden die Geiseln in einem Steinbruch nahe der Stadt erschossen.
Nach dem Ende der Besatzungszeit wendet sich die öffentliche Meinung in der Stadt gegen Daniel: Man wirft ihm vor, sich aus Feigheit versteckt oder sogar seine Verwundung vorgetäuscht zu haben. Bei einem Streit tötet Daniel in Notwehr mit einer Überreaktion einen Bewohner der Stadt und wird gefangen genommen. Er entkommt aus dem Gefängniskrankenhaus und flieht dann mit Petra aus der Stadt. Er will irgendwann die Wahrheit aufschreiben und sie dem verfälschenden „Stadtgespräch“ entgegenhalten.

## Thematik und Erzählweise
Die moralische Frage, vor der Daniel steht, bildet das zentrale Thema des Romans. Es wird keine eindeutige Antwort auf diese Frage gegeben.
Der Ich-Erzähler heißt Tobias. Er ist ein junges Mitglied der Widerstandsgruppe und Petras Bruder. Tobias reflektiert immer wieder über seine eigene Erzählerrolle: Er strebt eine authentische Wiedergabe der Ereignisse an, ist sich aber seiner subjektiven Auswahl und Darstellung bewusst. Deshalb spricht er Daniel immer wieder an und bittet ihn, die Geschichte selbst aus dessen Perspektive zu erzählen. Daher thematisiert der Roman auch, wie sich Geschichten im Nachhinein durch das Weitererzählen und durch unzuverlässige Erinnerung verändern und verfälschen können.

## Rezeption
Bereits 1965 und 1966 erschienen Übersetzungen ins Englische, Französische, Polnische, Ungarische, Slowakische und Tschechische.
In der Rezension des Spiegel wird der Erzählstil als zu „weihevoll“ und „prätentiös“ bezeichnet und außerdem kritisch angemerkt, dass Lenz ein Thema
bearbeitet, das er zwei Jahre zuvor schon in seinem Theaterstück Zeit der Schuldlosen behandelt hat.
Werner Weber bemängelt in seiner Rezension in der Zeit den unrealistischen „Edelton“, den Lenz seinen Figuren in den Mund legt. Die zögernde, sich selbst bezweifelnde Erzählweise sieht er als unnötig kompliziert und störend an.
Laut Marcel Reich-Ranicki zählt der Roman zu den von „anerkannten Schriftstellern veröffentlichten misslungenen oder höchst fragwürdigen Romanen und Geschichten“.